# 명사십리 (소설)
명사십리(明沙十里)는 한국의 고전소설이다.개화기 때 간행된 구활자본 고전소설을 현대어로 옮긴 것이다. 박인희에 의해 옮겨졌다. 시은과 보은을 주제로 다룸으로써 인간으로 해야 할 도리를 잘 보여 주는 작품이다. 현대어로 옮긴이가 공을 들여 현대어로 풀고 주석을 붙임으로써 독자들이 읽기 편하게 만들었다.

## 개요
명사십리는 개화기 때 간행된 구활자본 고전소설이다. 1918년 간행된 이래 수차례 재간행되었고, 작품 주인공의 이름으로 제목을 삼은 필사본 ≪장유성전(張遺星傳)≫도 전해진다. 필사본 ≪장유성전≫은 필사기로 보아 ≪명사십리≫를 필사한 것으로 보인다. ≪명사십리≫는 후반부에 군담이 비중 있게 다루어져서 군담소설처럼 보이기도 한다. 하지만 작품 전체에 걸쳐 시은(施恩)과 보은(報恩)의 관계가 중요하게 다루어진다는 점에서 윤리 소설로 보는 것이 타당할 것이다.
일찍이 김태준은 ≪조선소설사≫에서 ≪명사십리≫를 언급하면서 영·정조 때 작품으로까지 추정한 바 있다. 하지만 현전하는 ≪명사십리≫ 중에서 구활자본으로 간행된 1918년 이전의 것으로 볼 수 있는 이본이 존재하지 않는다. 게다가 작품 속에 ‘전기 광선’이란 단어를 발견할 수 있는데, 전기는 고종 때 경복궁에 최초로 사용되었으므로 영·정조 때 작품으로 보기는 어렵다. 그러므로 현재로서는 신소설과 고전소설이 함께 간행되던 20세기 초에 지어진 작품으로 보는 것이 합당할 것이다.
≪명사십리≫와 관련해 주목할 작품들이 있다. 바로 ≪보심록(報心錄)≫과 ≪금낭이산(錦囊二山)≫이다. 이 두 작품의 내용은 ≪명사십리≫와 흡사하다. ≪보심록≫과 ≪금낭이산≫ 두 작품은 비슷한 시기에 간행되었다고 알려졌으며, 등장인물의 이름도 거의 같다는 점에서 이 두 작품은 영향 관계에 있었으리라 보인다. 이에 비한다면 ≪명사십리≫는 이 두 작품보다 몇 년 후에 간행되었으며 등장인물의 이름도 두 작품과는 확연히 다르다. 전체적인 내용은 유사하다고 할 수 있지만 몇 군데 확연한 차이가 있기도 하다. 이런 점들 때문에 세 작품을 대상으로 영향 관계에 대한 논의가 분분했다.
논의에서 다루어진 중요 내용을 정리하면, ≪명사십리≫가 가장 고전소설답지만 가장 늦게 간행되었고, ≪금낭이산≫은 가장 먼저 간행되었지만 축약이나 생략처럼 보이는 서술상의 문제와 신소설의 기법을 받아들인 것을 발견할 수 있으며, ≪보심록≫은 ≪금낭이산≫보다 몇 개월 후에 간행되었고 분량은 늘어났지만 ≪금낭이산≫을 저본으로 내용을 확대하거나 새로운 내용을 추가했다고 보기는 어렵다는 것이다. 그래서 현재까지 밝혀진 사실과 현전하는 이본만으로는 세 작품의 영향 관계를 명백히 밝히기는 어려운 실정이다. 하지만 세 작품의 내용이 유사하기 때문에 어떤 식으로든 영향 관계가 있었을 것임은 분명해 보인다.
20세기 들어 등장한 ≪명사십리≫와 ≪보심록≫, ≪금낭이산≫은 비슷한 내용이면서도 여러 차례 다시 인쇄되었던 작품이었다. 어려운 사람에게 은혜를 베풀고, 받은 은혜를 갚는 것은 인간이라면 당연히 해야 할 도리다. 하지만 살다 보면 은혜를 베푸는 것도 어렵고, 받은 은혜를 갚는 것도 쉽지가 않다. 시은과 보은을 내용으로 한 세 작품이 여러 차례 인쇄되었던 것은 인간으로 해야 할 도리를 잘 보여 줬기 때문일 것이다. 또한 그러면서도 작품의 후반부에 군담을 등장시킴으로써 대중의 흥미를 끌 수 있도록 만들었기 때문일 것이다. 이 작품들이 널리 읽혀진 것을 통해 고전소설이, 혹은 고전소설의 틀을 갖춘 작품들이 20세기 초반까지도 널리 유행했음을 확인할 수 있다.

## 참고 문헌
- 본 문서에는 지식을만드는지식에서 CC-BY-SA 3.0으로 배포한 책 소개글 중 "명사십리" 의 소개글을 기초로 작성된 내용이 포함되어 있습니다.